# Tangerhütte
Tangerhütte (phát âm tiếng Đức: [taŋɐˈhʏtə]) là một thị xã thuộc huyện Stendal, bang Sachsen-Anhalt, Đức. Đô thị Tangerhütte có diện tích 31,18 km², dân số thời điểm ngày 31 tháng 12 năm 2006 là 5839 người. Đô thị Tangerhütte nằm bên sông Tanger, cự ly khoảng 20 km về phía nam của Stendal.
Tangerhütte là thủ phủ của Verwaltungsgemeinschaft Tangerhütte-Land.